# Срджан Лакич
Срджан Лакич (хорв. Srđan Lakić, нар. 2 жовтня 1983, Дубровник) — хорватський футболіст, що грав на позиції нападника.
Виступав, зокрема, за клуб «Кайзерслаутерн», а також молодіжну збірну Хорватії.

## Клубна кар'єра
У дорослому футболі дебютував 2002 року виступами за команду «НК ГОШК Дубровник», в якій провів два сезони, взявши участь у 27 матчах чемпіонату. 
Згодом з 2004 по 2008 рік грав у складі команд «Хрватскі Драговоляц», «Камен Інград», «Герта» та «Гераклес» (Алмело).
Своєю грою за останню команду привернув увагу представників тренерського штабу клубу «Кайзерслаутерн», до складу якого приєднався 2008 року. Відіграв за кайзерслаутернський клуб наступні три сезони своєї ігрової кар'єри. Більшість часу, проведеного у складі «Кайзерслаутерна», був основним гравцем атакувальної ланки команди. У складі «Кайзерслаутерна» був одним з головних бомбардирів команди, маючи середню результативність на рівні 0,44 гола за гру першості.
Протягом 2011—2015 років захищав кольори клубів «Вольфсбург», «Гоффенгайм 1899», «Вольфсбург», «Айнтрахт» та «Кайзерслаутерн».
Завершив ігрову кар'єру у команді «Падерборн 07», за яку виступав протягом 2015—2016 років.

## Виступи за збірну
У 2005 році залучався до складу молодіжної збірної Хорватії. На молодіжному рівні зіграв у 3 офіційних матчах.